# Imigração austríaca no Brasil
A imigração austríaca no Brasil foi o movimento migratório de imigrantes austríacos para diversas partes do Brasil nos séculos XIX e XX. Teve início em 1824, durante o Império Austríaco, e entre 1876 e 1910, mais de 60 mil imigrantes oriundos da Áustria-Hungria imigraram para o Brasil.
Um austro-brasileiro é uma pessoa de nacionalidade brasileira e de ascendência total, parcial ou predominantemente austríaca, ou ainda um imigrante austríaco no Brasil.

## História
Os imigrantes fundaram colônias no Brasil como, entre outras, Colônia Tirol (1859) no Espírito Santo, Colônia Imperial de Santa Maria do Novo Tirol (1878) no Paraná e Treze Tílias (1933) em Santa Catarina. No Rio Grande do Sul, uma parte importante dos austríacos se dirigiram para cidades como Jaguari e Ijuí.
Em algumas regiões de onde os imigrantes europeus partiram, como a Galícia na Europa Centro-Oriental, e que hoje faz parte da Polônia e da Ucrânia, estavam sob o domínio da Rússia e do Império Austro-Húngaro, não havendo uma distinção entre estas duas etnias na hora do embarque. Muitos ucranianos e poloneses tiveram seus passaportes extraídos como russos ou austríacos, e em muitos casos foram classificados dessa forma, gerando uma confusão de identidade.
De acordo com dados do censo redigido em 31 de dezembro de 1915, na Colônia Federal Ivay, no Paraná, viviam aproximadamente 2.560 austríacos, que conviviam com alemães e russos. Esses austríacos poderiam ser da Áustria propriamente dita, ou da região da Galícia.